# 6398 Timhunter
A 6398 Timhunter (ideiglenes jelöléssel 1991 CD1) a Naprendszer kisbolygóövében található aszteroida. Carolyn Shoemaker,  Eugene Merle Shoemaker,  David H. Levy fedezte fel 1991. február 10-én.